# Ligue de football de Normandie
La Ligue de Normandie de football est un organe fédéral, dépendant de la Fédération française de football, créé en 1920 et chargé d'organiser les compétitions de football au niveau de la région de la Normandie.
La Ligue de Normandie regroupe, à son origine, les clubs de Haute-Normandie et du Calvados. Ils sont rejoints dès 1922 par les clubs de la Manche et de l'Orne, venus de la Ligue de l'Ouest. En 1979 la Ligue de Normandie est divisée en deux parties afin d'essayer de mieux faire correspondre les structures sportives avec les structures académiques de la région. C'est ainsi qu'est créée la Ligue de Basse-Normandie, alors que la Ligue de Normandie, qui ne concerne alors plus que la Haute-Normandie, garde son nom.
En 2016, en conséquence de la réforme territoriale des régions, le ministère de la Jeunesse et des Sports impose à la FFF de calquer l'échelon des Ligues de football sur celle des nouvelles régions. C'est ainsi que renaît la Ligue de Normandie, issue de la fusion des ligues de Haute-Normandie et Basse-Normandie.
La LNF compte cinq districts, calqués sur les départements du Calvados, de la Manche, de l'Orne, de l'Eure et de la Seine-Maritime.

## Présentation

### Historique
La Normandie est l'une des premières régions françaises où est introduit le football. En 1884 est créé Le Havre Football Club, dont les membres jouent une combinaison entre le football et le rugby. Le club ouvre une section football en 1894. Le club s'impose rapidement comme l'un des meilleurs clubs français, en remportant le championnat de France USFSA en 1899 et 1900 puis, cette même année, le Challenge international du Nord, première compétition européenne de football.
En décembre 1899, le Comité de la Manche est créé à Caen, dans le but d'organiser la pratique d'une trentaine de sports. Il est remanié dès l'année suivante en Comité du Nord-Ouest, qui ne couvre pas tout à fait la Normandie (il intègre la Somme et exclut l'Orne, qui est intégré au comité Beauce et Maine)[réf. nécessaire][Information douteuse]. Des compétitions régionales se mettent en place, le titre de champion régional permettant notamment au vainqueur de disputer le championnat de France USFSA. Jusqu'à la guerre, le titre de champion régional de Haute-Normandie se joue entre les clubs havrais, particulièrement Le Havre AC (huit titres), et le FC Rouen (quatre titres). Le titre de champion de Basse-Normandie se dispute lui entre les clubs caennais, notamment le Club Malherbe caennais (cinq titres), et l'AS Trouville-Deauville. 
Le football régional connaît à cette époque une grosse expansion : de 12 clubs et 250 joueurs en 1914, il passe à 75 clubs et 1 800 joueurs dix ans plus tard. La ligue en reforme les compétitions : tout d'abord, elle crée trois districts (Haute-Normandie, Basse-Normandie et Eure, ce dernier devenant Normandie centrale en 1923). La Ligue parvient à intégrer les clubs de l'Orne à ses districts, ainsi que ceux de l'arrondissement de Dreux, adversaires réguliers des clubs ornais.[réf. nécessaire]

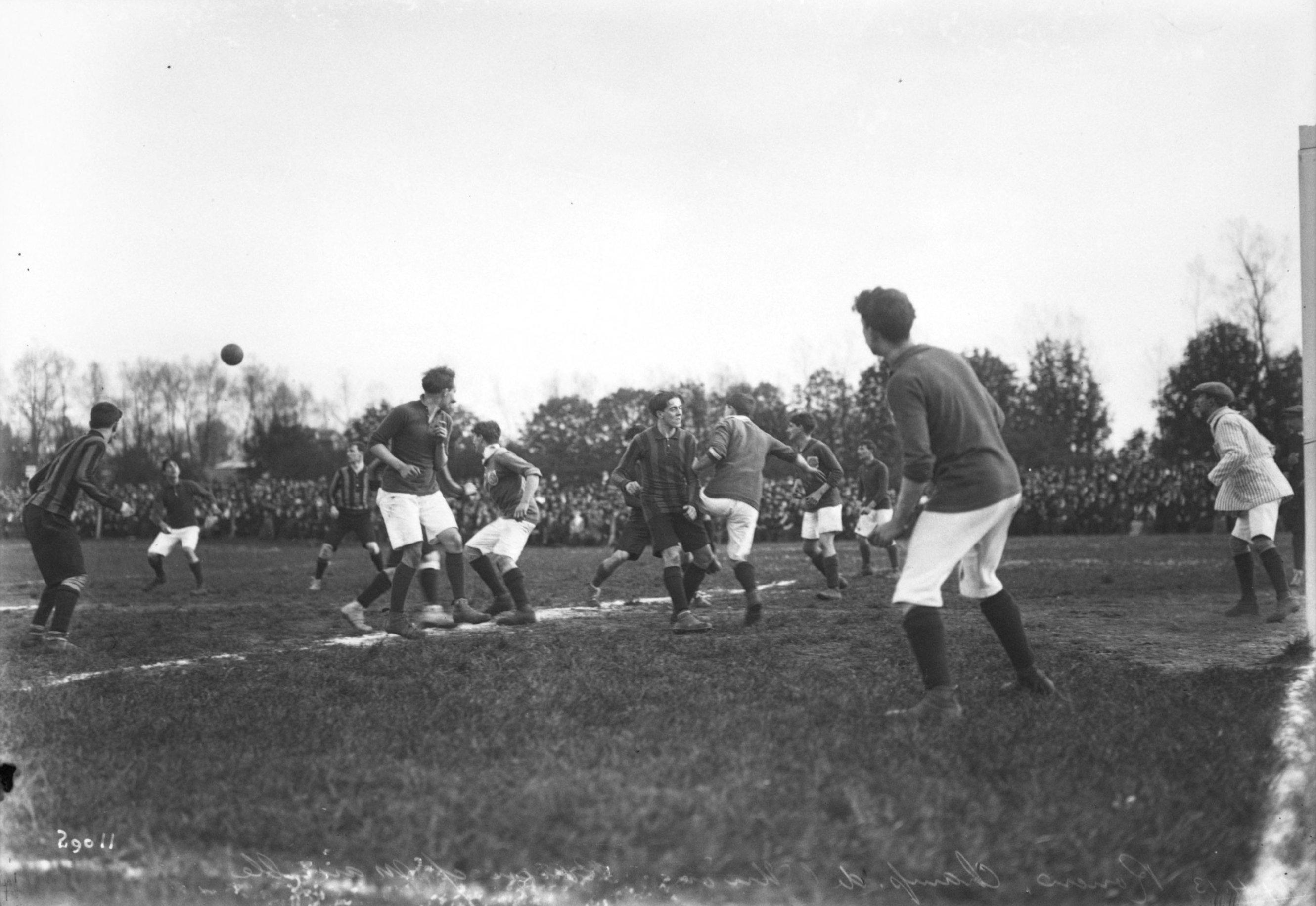
Finale du championnat de France U.S.F.S.A. 1913 entre le FC Rouen et le SH Marseille.

La Ligue de Normandie voit le jour le 11 juin 1920. Mais c’est le 9 août 1919 qu’un groupe de dirigeants est chargé par la Fédération française de football de convoquer les représentants des clubs régionaux, afin d’organiser une réunion où sont représentés six clubs : FC Rouen, Havre AC, FC Dieppe, US Quevilly, Beauvoisine FC, Sotteville FC. À ces clubs, trois autres ont envoyé leur adhésion : AS Trouville-Deauville et les deux clubs de Caen, le Stade Malherbe Caennais et l'Olympique Caennais.
Dès sa première année d’existence, elle parvient à hisser l’un de ses plus prestigieux clubs en finale de la Coupe de France. Le Havre AC s’incline pour cette première finale sur le score de 2-1 face à l'Olympique (1919-1920).Le nombre de clubs membres augmente rapidement ; en juin 1920 on en compte 35.
La LFAN a pour premier président M. Albert Lebas. Pour sa première saison (1920-1921), la FLAN regroupe 136 clubs dans les districts de Haute-Normandie, de Basse-Normandie et de l’Eure.[réf. nécessaire]
Elle regroupe, à sa création, les districts de Basse-Normandie, de Haute-Normandie et de l'Eure. Le conseil national de la FFF décide le 12 juillet 1922 du rattachement de l'Orne et du sud de la Manche qui appartenaient auparavant à la ligue de l'Ouest.
À la suite des difficultés liées à la Seconde Guerre mondiale, la Ligue reprend sa marche en avant, et compte trois districts :
- Haute-Normandie comprenant la Seine-Maritime, et la Vallée de l’Andelle (Eure).
- Basse-Normandie regroupant le Calvados (moins la vallée de la Touques), la Manche (moins Pontorson), le département de l’Orne (moins l’arrondissement de Mortagne).
- Normandie Centrale comprenant l’Eure (moins la Vallée de l’Andelle), la Vallée de la Touques (Calvados) et l’arrondissement de Mortagne (Orne).

Lors de la saison 1968-1969, la Ligue est composée de 854 clubs et 54 008 licenciés. La Coupe de Normandie, créée par le président Albert Lebas, regroupe alors 380 clubs.[réf. nécessaire]
Durant les dix saisons suivantes, la Ligue connaît un fort développement, doublant ainsi son nombre de licenciés, elle parvient lors de la saison 1978-1979 à remporter son premier titre : la Coupe nationale des 14 ans.[réf. nécessaire]
La FFF décide de mettre fin, le 29 juin 1979, à une seule et même ligue normande, en créant la Ligue de Basse-Normandie, et ce, malgré les bons résultats et l’importance de la ligue.[réf. nécessaire]
La Ligue de Basse-Normandie est créée et regroupe les districts du Calvados, de la Manche et de l'Orne.La ligue est réellement fondée le 8 décembre 1979, à la suite de la scission de la Ligue de Normandie, Albert Trivini est élu président d'un comité de gestion provisoire constitué le 17 décembre 1979. Le premier comité directeur est constitué au cours de l’assemblée générale du 10 juin 1980 et Albert Trivini est confirmé président de la Ligue.
La LFBN, qui avait son siège à Caen, comptait trois districts calqués sur les départements du Calvados, de la Manche et de l'Orne. Le dernier président de la Ligue est Pierre Leresteux, en poste de 2005 à 2016.
La Ligue de Normandie ne regroupe alors plus que les districts de l'Eure, de la Vallée, du Maritime et du Fluvial. La Ligue a alors son siège à Saint-Étienne-du-Rouvray.
À la suite de ce changement, et des obligations prononcées par le ministère de la Jeunesse et des Sports, les circonscriptions des districts doivent aussi être modifiées afin de respecter les limites départementales. C’est ainsi que le District de Normandie Centrale redevient le District de l’Eure de football.
En dépit de la disparition de la « grande » Ligue normande, la Ligue de football de Normandie et de Basse-Normandie ont eu un rôle sportif important avec notamment quelques résultats nationaux :
- 1998-1999 : finaliste de la Coupe Nationale des 14 ans
- 2005-2006 : vainqueur National de la Coupe des Régions UEFA (LFBN)
- 2006-2008 : finaliste National de la Coupe des Régions UEFA
- 2008-2009 : vainqueur de la Coupe Nationale U15
- 2008-2010 : vainqueur National de la Coupe des Régions UEFA
- 2010-2012 : finaliste National de la Coupe des Régions UEFA
- 2014-2016 : finaliste National de la Coupe des Régions UEFA
- 2016-2018 : vainqueur National de la Coupe des Régions UEFA [5]
- 2018-2019 : finaliste Européen de la Coupe des Régions UEFA

En 2016, en conséquence de la réforme territoriale des régions, le ministère de la Jeunesse et des Sports impose à la FFF de calquer l'échelon des ligues de football sur celle des nouvelles régions. C'est ainsi que renaît la Ligue de Normandie, à la suite de la fusion avec la Ligue de Basse-Normandie. Les districts de la Vallée, du Maritime et du Fluvial fusionnent au sein d'un district de la Seine-Maritime. Le territoire regroupe par conséquent cinq districts, l’Eure, l’Orne, Calvados, la Manche et la Seine Maritime, plus de 830 clubs et plus 100 000 licenciés.
Le 14 janvier 2017, Pierre Leresteux est élu président lors de l'assemblée générale élective de la Ligue de Normandie. Romain Féret lui succède lors de l'assemblée générale élective du 9 novembre 2024 à Deauville.
En fin d'année 2019, l'apparition d'une pandémie mondiale (pandémie relative au COVID-19), la maladie à coronavirus « COVID-19 », a engendré le confinement de la population. En Europe, le sport n'échappe pas aux conséquences de cette maladie et les compétitions ont donc été interrompues ,,, et entérinées ,, , ,.

#### Anciens présidents
- Albert Lebas 1920-1947
- Jean Gorin 1947-1965
- Lucien Fleury 1965-1980
- André Sauvage 1980-1986 (Haute-Normandie) et Albert Trivini1980-.... (Basse-Normandie)
- Bernard Bacourt 1986-2004 (Haute-Normandie)
- Lionel Boland 2004-2013 (Haute-Normandie) et Pierre Leresteux 2004-2017 (Basse-Normandie)
- Jacky Cerveau 2013–2017 (Haute-Normandie)
- Pierre Leresteux 2017–2024 (LFN: Ligue de football de Normandie)

### Structures de la Ligue

#### Compétitions organisées
La LFN organise les compétitions entre clubs à l'échelon de la Normandie, quelle que soit la catégorie d'âge.
| Compétitions masculines séniors - Coupe de France (tours régionaux) - Coupe de Normandie - Coupe des Réserves de Ligue - Régional 1 - Régional 2 - Régional 3 | Compétitions féminines séniors - Coupe de France (tours régionaux) - Coupe de Normandie - Régional 1 Féminin - Régional 2 Féminin - Régional 3 Féminin |

| Compétitions masculines jeunes - Coupe Gambardella Crédit Agricole (tours régionaux) - Coupe de Normandie U18 - Régional 1 U18 - Régional 2 U18 - Régional 3 U18 - Régional 1 U16 - Régional 2 U16 - Coupe de Normandie U15-Orange - Régional 1 U15 - Régional 2 U15 - Régional 1 U14 | Compétitions féminines jeunes - Coupe de Normandie U18F - Régional Féminin U18F - Coupe de Normandie U16F - Régional Féminin U16F - Régional 1 U16 Féminin - Régional 2 U16 Féminin |

| Compétitions entreprises - Coupe NAT F.Entreprise - Coupe de Normandie Foot Entrep - Coupe Régionale Foot.Ent.R1-R2 - Coupe Régionale Foot Ent.R3 - Régional Football Entreprise - Régional 1 Football Entreprise - Régional 2 Football Entreprise - Régional 3 Football Entreprise | Compétitions futsal - Coupe NATIONALE FUTSAL - Régional 1 FUTSAL |

## Palmarès des clubs

### Au niveau national
| Le Havre AC - Ligue 2 (6) : 1938, 1959, 1985, 1991, 2008, 2023. - Division 2 (1) : 2022. - Champion de France Division 3 (2): 1979, 1984. - Championnat de France amateur 2 (Groupe A) (1) : 2016. - Coupe de France (1) : 1959. - Challenge des champions (1) : 1959. - Coupe Gambardella (1) : 1989. - Championnat de France USFSA (3) : 1899, 1900 et 1919. - Coupe nationale USFSA (1) : 1918. | Stade Malherbe de Caen - Ligue 2 (2) : 1996, 2010. - Champion de France Division 3 (2): 1975, 1980. - Championnat de France amateur (Groupe D) (1) : 1995. - Champion de France Division 4 (2): 1986, 1991. - Championnat de France amateur 2 (Groupe A) (2) : 2006, 2007. |

| FM Condé-en-Normandie - Division 2 (2) : 1983, 2006. | FC Rouen 1899 - Championnat de France de football (de guerre) (1) : 1945 - Ligue 2 (1) : 1936. - National 2 (1) : 2023. - Champion de France amateur (Groupe D) (1) : 2009. - Champion de France Division 4 (2): 1990, 1993. - National 3 (1) : 2019. - Championnat de France amateur 2 (Groupe H) (1) : 1999. |

| FC Pays Neubourg - Division 2 (1) : 1984. | US Quevilly-Rouen Métropôle - Division Nationale (4) : 1954,1955, 1958, 1967. - Champion de France Division 3 (1): 1973. - Champion de France amateur (Groupe A) (2) : 2011, 2016. - Coupe Gambardella (1) : 1967. |

| AS Cherbourg - Champion de France amateur (1) : 2002. - Champion de France Division 4 (2): 1985, 1989. | CA Lisieux - Champion de France Division 4 (2): 1981, 1983. |

| US Alençon - Champion de France Division 4 (2): 1980, 1982. | US Avranches - Champion de France amateur (1) : 2014. |

| Pacy Ménilles RC - Champion de France amateur (1) : 2008. | US Fécamp - Champion de France Division 4 (1): 1984. |  |

| USON Mondeville - Championnat de France amateur 2 (Groupe A) (2) : 2000, 2004. | FC Dieppe - Championnat de France amateur 2 (Groupe A) (1) : 2013. - National 3 (1) : 2025. |  |

### Au niveau régional

#### Après fusion de 2017
Le Championnat de France de football de National 3 (anciennement connu sous le nom de Championnat de France amateur 2 de football ou CFA 2 ou encore N3) est une compétition française de football correspondant au cinquième niveau hiérarchique, derrière la Ligue 1, la Ligue 2, le National et le National 2.
Pour la saison 2017-2018, le championnat redevient le National 3 et est réorganisé en douze groupes de 14 clubs correspondant aux 13 régions administratives issues de la réforme territoriale de 2015 à l'exception des régions Provence-Alpes-Côte d'Azur et Corse qui sont regroupées dans un seul et même groupe. Cette réforme accompagne celle des ligues régionales de football, calquée sur celle des régions. Ces lignes régionales deviennent les organisatrices du championnat National 3 qui devient de fait le premier échelon du niveau régional, malgré son nom laissant penser à un championnat organisé au niveau national.
En 2022, la fédération valide la réforme des championnats amateurs et le retour à 8 poules en plusieurs étapes. Le championnat est réduit à 11 poules en 2023-24, puis à 10 en 2024-25 et finalement à 8 lors de la saison 2025-26, pour permettre aux 4 meilleurs deuxième d'être à nouveau promus. La gestion du championnat revient ainsi à l'organisme fédéral.

#### Territoriales (de la saison 1899-1900 à celle de 2016-2017)

Ancien logo de la Ligue de Normandie.

Ancien logo de la Ligue de Basse-Normandie.

## Compétitions

### Football masculin 2024-2025

#### Clubs évoluant dans les divisions nationales
| Légende : Ligue 1 Ligue 2 National National 2 National 3 Le Havre AC US Granville US Quevilly -Rouen Mét. SM Caen US Avranches FC Rouen AS Villers-Houlgate US Alençon AF Vire SU Dives-Cabourg SM CaenRés. CMS Oissel FC Dieppe |

#### Compétitions régionales
La Ligue de Football de Normandie est organisatrice des championnats seniors suivants : 

- Régional 1, composé de 24 clubs, répartis en deux groupes de 12 clubs 

- Régional 2, composé de 48 clubs, répartis en quatre groupes de 12 clubs 

- Régional 3, composé de 120 clubs, répartis en dix groupes de 12 clubs.

##### Régional 1
| Bayeux FC US AvranchesRés. USON Mondeville FC Flers Maladrerie OS US Alençon rés. AS Tourlaville FC Argentan AS Verson FC Équeurdreville-Hainneville US Granville Rés. AST Deauville AG Caen ASPTT Caen FC Saint-Lô |

| Liste par département : | Liste par département : |
| ----------------------- | --- |
|                         | Calvados (6) : AST Deauville, AS Verson (Promu)0, ASPTT Caen, Maladrerie O.S , USON Mondeville, Bayeux FC (Relégué)0. Manche (4) : FC Saint-Lô Rés., FC Équeurdreville-Hainneville (Promu)0, AS Tourlaville, US Granville Rés.. Orne (3) :Argentan, US Alençon rés., (Promu)0. (Relégué)0 Club relégué de National 3 (Promu)0 Club promu de Régional 2 |

| FC Rouen rés. Évreux FC Grand-Quevilly FC US Quevilly-Rouen Métropole Rés. Le Havre AC Rés. CSS Munx Le Havre FUSC Bois-Gui. Romilly-Pont-St-Pierre FC CMS Oissel Rés ES du Mont-Gaillard ESM Gonfreville Stade Sottevillais CC Yvetot AC Ol. Pavillais US Mesnil-Esnard Franqueville AL Deville-Maromme Pacy Menilles RC Gisors FCGVN 27 |

| Liste par département : | Liste par département : |
| ----------------------- | --- |
|                         | Eure (3) : US Mesnil-Esnard Franqueville, Gisors FCGVN 27, Pacy Menilles RC, Romilly-Pont-St-Pierre FC (Relégué)0. Seine-Maritime (10) : AL Deville-Maromme, FC (Relégué)0, CSS Municipaux Le Havre, Yvetot AC, Ol. Pavillais, FUSC Bois-Guillaume, CMS Oissel Rés, Stade Sottevillais CC, FC Rouen rés., Le Havre AC Rés., US Quevilly-RM Rés.. (Relégué)0 Club relégué de National 3 (Promu)0 Club promu de Régional 2 |

#### Promotions/Relégations
La Ligue de Normandie veut redynamiser les championnats seniors .
Les promotions et relégations à l'issue de la saison sont présentées dans le tableau ci-dessous :
| National 3 ↔ Régional 1 | National 3 ↔ Régional 1 |
| --- | --- |
| Remplacé | 1er (Groupe A) · 1er (Groupe B) · Possibilité meilleur 2e |
| Régional 1 ↔ Régional 2 | |
| 12e (Groupe A) · 12e (Groupe B) · 13e (Groupe A) · 13e (Groupe B) · | 1er (Groupe A) · 1er (Groupe B) · 1er (Groupe C) · 1er (Groupe D) |
| Régional 2 ↔ Régional 3 | |
| Second moins bon 11e · Moins bon 11e · 12e (Groupe A) · 12e (Groupe B) · 12e (Groupe C) · 12e (Groupe D) · 13e (Groupe A) · 13e (Groupe B) · 13e (Groupe C) · 13e (Groupe D) | 1er (Groupe A) · 1er (Groupe B) · 1er (Groupe C) · 1er (Groupe D) · 1er (Groupe E) · 1er (Groupe F) · 1er (Groupe G) · 1er (Groupe H) · 1er (Groupe I) · 1er (Groupe J) |
| Régional 3 ↔ Départemental 1 | |
| 12e (Groupe A) · 12e (Groupe B) · 12e (Groupe C) · 12e (Groupe D) · 12e (Groupe E) · 12e (Groupe F) · 12e (Groupe G) · 12e (Groupe H) · 12e (Groupe I) · 12e (Groupe J) · 13e (Groupe A) · 13e (Groupe B) · 13e (Groupe C) · 13e (Groupe D) · 13e (Groupe E) · 13e (Groupe F) · 13e (Groupe G) · 13e (Groupe H) · 13e (Groupe I) · 13e (Groupe J) | Champion de l'Eure · Champion du Matin Seine-Maritime (Poule A) · Champion du Matin Seine-Maritime (Poule B) · Champion du Matin Seine-Maritime (Poule C) · Champion de l'Après-midi Seine-Maritime (Poule A) · Champion de l'Après-midi Seine-Maritime (Poule B) · Champion de l'Après-midi Seine-Maritime (Poule C) · Champion du Calvados (Groupe A) · Champion du Calvados (Groupe B) · Champion de la Manche (Poule 1) · Champion de la Manche (Poule 2) · Champion de l'Orne (Groupe A) · Champion de l'Orne (Groupe B) · Vice-champion du Calvados (Groupe A) · Vice-champion du Calvados (Groupe B) · Vice-champion de la Manche (Poule 1) · Vice-champion de la Manche (Poule 2) · Vice-champion de l'Eure · Troisième de l'Eure · Meilleur vice-champion des six poules de Seine-Maritime |

### Football féminin 2024-2025

#### Clubs évoluant dans les divisions nationales
| Légende : Division 1 Division 2 Division 3 Le Havre AC US Quevilly-Rouen Métropole SM Caen |

#### Compétitions régionales
La Ligue de Football de Normandie est organisatrice des championnats féminins seniors suivants : 
Championnat Régional 1, constitué de deux groupes de 8 clubs.
Championnat Régional 2, constitué de sept groupes de 5 à 6 clubs.

##### Régional 1
| AS Cherbourg OH Tréfil.Neiges FC Flers US Alençon AS Villers-Houlgate AG Caen FC Rouen 1899 FC Saint-Lô Évreux FC 27 FC Féminin Rouen PE ESM Gonfreville CS Thiberville |

| Liste par département : | Liste par département : |
| ----------------------- | --- |
|                         | Manche (2) : AS Cherbourg, FC Saint-Lô (Promu)0. Calvados (2) : AG Caen, AS Villers-Houlgate. Orne (2) : FC Flers, US Alençon. Seine-Maritime (4) : ESM Gonfreville, FC Rouen 1899, FC Féminin Rouen PE, OH Tréfileries Neiges(Promu)0. Eure (2) : Évreux FC 27, CS Thiberville (Promu)0. (Relégué)0 Club relégué de Division 2. (Promu)0 Club promu de Régional 2. |

#### Promotions/Relégations
Les promotions et relégations à l'issue de la saison sont présentées dans le tableau ci-dessous :
| Phas. Access° Nat°ale ↔ Régional 1 | Phas. Access° Nat°ale ↔ Régional 1 |
| --- | --- |
| | Champion de Normandie Régional 1 |
| Régional 1 ↔ Régional 2 (Phase 2) | |
| | Champion de Normandie Régional 2 (Phase 2) · Vice-champion de Normandie Régional 2 (Phase 2) |
| Régional 1 ↔ Régional 2 (Phase 1) | |
| 10e Régional 1 (si descente de Division 2) · 11e Régional 1 · 12e Régional 1 ·                                                                            | |
| Régional 2 (Phase 1) ↔ Régional 2 (Phase 2) | |
| 3e Régional 2 (Phase 2) · 4e Régional 2 (Phase 2) · 5e Régional 2 (Phase 2) · 6e Régional 2 (Phase 2) · 7e Régional 2 (Phase 2) · 8e Régional 2 (Phase 2) | Champion Groupe A Régional 2 (Phase 1) · Champion Groupe B Régional 2 (Phase 1) · Champion Groupe C Régional 2 (Phase 1) · Champion Groupe D Régional 2 (Phase 1) · Vice-champion Groupe A Régional 2 (Phase 1) · Vice-champion Groupe B Régional 2 (Phase 1) · Vice-champion Groupe C Régional 2 (Phase 1) · Vice-champion Groupe D Régional 2 (Phase 1) |
| Régional 2 (Phase 1) ↔ Régional 3 | |
| Les équipes de Régional 2 (Phase 1) des Groupes A, B, C et D autres que champions et vice-champions                                                       | Les équipes achevant le championnat de Régional 3 |

### Futsal

#### Clubs évoluant dans les divisions nationales
| Hérouville Futsal |

| Légende : | Légende :                                           |
| --------- | --------------------------------------------------- |
|           | Division 1 : Hérouville Futsal. Division 2 : Aucun. |

#### Compétitions régionales
La Ligue de Football de Normandie est organisatrice des championnats futsal suivants :
Championnats Régional 1, constitué de deux groupes, de 8 et 10 clubs.

##### Régional 1
| Caen Futsal AC Demouville/Cuv. ASL Chemin vert US Guerinière Hérouville Futsal Rés. CA Lisieux AS Villers-Houlgate Troarn FC |

| Liste par département : | Liste par département : |
| ----------------------- | --- |
|                         | Calvados (8) : Caen Futsal, AC Demouville Cuverville, ASL Chemin vert, US Guerinière, CA Lisieux, AS Villers-Houlgate, Troarn FC, Hérouville Futsal Rés.. (Relégué)0 Club relégué de Division 2 (Promu)0 Club promu de ?? |

| a b c d CMS Oissel e f g h i |

| Liste par département : | Liste par département :                                                                                         |
| ----------------------- | --- |
|                         | Eure (x) : vv. Seine-Maritime (x) : CMS Oissel. (Relégué)0 Club relégué de Division 2 (Promu)0 Club promu de ?? |

#### Promotions/Relégations
Les promotions et relégations à l'issue de la saison sont présentées dans le tableau ci-dessous :

## Partenaires départementaux
La LNF compte cinq districts, calqués sur les départements du Calvados, de la Manche, de l'Orne, de l'Eure et de la Seine-Maritime :
- District de l'Eure de football (DEF)
- District de football de Seine-Maritime (DFSM)
- District de football de la Manche (manche)
- District de football de l'Orne (FootOrne)
- District de football du Calvados (Foot14)

### Les compétitions des différents districts

#### Après fusion
| Districts départementaux    | Division 9     | Division 10    | Division 11    | Division 12    | Division 13    |
| --------------------------- | -------------- | -------------- | -------------- | -------------- | -------------- |
| Eure                        | Départemental1 | Départemental2 | Départemental3 | Départemental4 | -              |
| Matin (Seine-Maritime)      | Départemental1 | Départemental2 | Départemental3 | -              | -              |
| Après-midi (Seine-Maritime) | Départemental1 | Départemental2 | Départemental3 | -              | -              |
| Calvados                    | Départemental1 | Départemental2 | Départemental3 | Départemental4 | -              |
| Manche                      | Départemental1 | Départemental2 | Départemental3 | Départemental4 | Départemental5 |
| Orne                        | Départemental1 | Départemental2 | Départemental3 | Départemental4 | -              |